# Augusto Assía
Felipe Fernández Armesto, conocido también como Augusto Assía (La Mezquita, Orense, 1 de mayo de 1904-Mesía, La Coruña, 2 de febrero de 2002), fue un periodista español.

## Biografía
Estudió el bachillerato en Orense y, en 1924, ingresó en la Facultad de Filosofía y Letras de la Universidad de Santiago. En ese mismo año vieron la luz sus primeros artículos en El Pueblo Gallego, en el que dirigió la página universitaria de este periódico. 
En 1927 abandonó la ciudad compostelana, y marchó a París (Francia). En el año siguiente consiguió una beca de estudios en la Universidad de Berlín. Desde allí escribió en diversos periódicos españoles, especialmente en La Vanguardia de Barcelona, utilizando desde entonces la firma Augusto Assía. Desde el mes de octubre de 1929 fue redactor de plantilla del citado diario catalán. En abril de 1933 fue expulsado de Alemania por el Gobierno nazi y La Vanguardia lo envió a Londres como corresponsal. 
En agosto de 1936 viajó a la España nacional, quedando adscrito a la sección de Prensa del Gobierno de Burgos. Estuvo en el frente de Asturias y, más tarde, fue director del diario orensano Arco, así como jefe de la sección de Internacional de La Voz de España.
En 1939 fue enviado de nuevo a Londres como corresponsal, y allí pasó toda la Segunda Guerra Mundial, enviando unas crónicas que se hicieron famosas, pues siempre confió en la derrota de las potencias del Eje. Tras la victoria aliada en la guerra, cubrió la información sobre los juicios de Nuremberg. En 1950 se trasladó a Estados Unidos, donde continuó como corresponsal de La Vanguardia.
En el año de 1964 compró en Xanceda (Mesía) una gran extensión de terreno, donde montó una explotación agrícola-ganadera. 
En julio de 1967 firmó en La Voz de Galicia un artículo en el que reclamaba la equiparación de derechos para la lengua gallega en su país.

[...] "Non pode ser usado coma un ferro candente para marcar a servidume mentres que o outro -o castellano- coma unha plumaxe co que abonar falsas pretensións e superioridades [...] non só na igrexa, senón na Universidade, nos estratos e nas oficinas públicas o que non fai máis que vinte anos lle ocorría aos negros nos Estados Unidos, onde non se lles deixaba entrar máis que pola escaleira de servizo" [....].

[...] "No puede ser usado como un hierro candente para marcar la servidumbre mientras que el otro -el castellano- como un plumaje con el que abonar falsas pretensiones de superioridad [...] no solo en la iglesia, sino en la universidad, en los estrados y en las oficinas públicas, lo que no hace más que veinte años les ocurría a los negros en los Estados Unidos, donde no se les dejaba entrar más que por la escalera de servicio" [...].

En mayo de 1968 el ministro de Información y Turismo, Manuel Fraga Iribarne, le impuso una multa de 50 000 pesetas al director del periódico, Francisco Pillado Rivadulla, por la publicación del citado artículo de Fernández Armesto, en el que se le acusaba expresamente de atentar contra la unidad nacional.
En 1982, como columnista de La Voz de Galicia, acusó al BNPG y a Comisións Labregas de colaboración con grupos terroristas, por lo cual fue cursada una demanda contra el periodista por parte de ambas plataformas.
En 1986 dejó de escribir en La Vanguardia, tras 58 años de servicio.
Fue padre del historiador y académico británico Felipe Fernández-Armesto, cuya madre fue la periodista británica Betty Millan, cofundadora y editora de The Diplomat. En agosto de 1950 contrajo matrimonio con la periodista María Victoria Fernández-España y Fernández-Latorre. De esta unión nació Juan Fernández-Armesto Fernández-España, abogado y economista que fue el primer presidente de la Comisión Nacional del Mercado de Valores (CNMV).

## Obra
Su primera novela corta fue en gallego y se tituló Xelo, o salvaxe (1925), siendo muy bien acogida por la crítica.

"Fernández Armesto é un verdadeiro escritor galego"
Rafael Dieste

Pero la mayoría de sus obras (sobre todo, recopilaciones de artículos) están escritas en castellano (excepto una de las últimas publicadas, que fue traducida al catalán). Entre ellas destacan:
- 1940. Los yanquis. Barcelona: Editorial Mateu.
- 1943. Los ingleses en su isla. Barcelona: Ed. Mercedes.
- 1944. Vidas inglesas. Barcelona: Ayma.[6]
- 1946. Cuando yunque, yunque. Barcelona: Ed. Mercedes.
- 1947. Cuando martillo, martillo, Barcelona: Ed. Mercedes
- 1949. Mi vuelta al mundo. Barcelona: Editorial Mateu.
- 1995. La traición como arte. Barcelona: Ediciones Destino.
- 2002. Artículos. La Coruña: La Voz de Galicia. Biblioteca Gallega.
- 2010. Salt a la foscor. Barcelona: A contra vent.[7] (en catalán).[8]

## Premios y distinciones
Recibió diversos premios y condecoraciones de relevancia como:
- Caballero de la Orden del Imperio Británico
- Medalla Castelao
- Premio Galicia de Comunicación
- Premio Fernández Latorre de periodismo